# Имангазалиев, Асадула Гаджимурадович
Асадула Гаджимурадович Имангазалиев (31 июля 2003, с. Куаниб, Шамильский район, Дагестан, Россия) — российский тайбоксер. Чемпион России. Кандидат в мастера спорта.

## Карьера
Уроженец села Куаниб Шамильского района. Является воспитанником ДЦБИ им Абдуразака Мирзабекова, расположенного в Махачкале, занимается под руководством Абдулнасыр Меджидов. В конце марта 2022 года в Улан-Удэ, одолев в финале Владимира Шильнова из Кемеровской области, стал чемпионом России. В марте 2023 года в Магнитогорске вновь стал чемпионом России, одолев в финале Мажида Темаева. В мае 2023 года в Таиланде, одолев в финале хозяина ринга Фонгсатона Руеангноя, стал чемпионом мира.

## Достижения
- Чемпионат России по тайскому боксу 2022 — ;
- Чемпионат России по тайскому боксу 2023 — ;
- Чемпионат мира по тайскому боксу 2023 — ;